# Betty Carter
Betty Carter, (Lorraine Carter v. Lorene Carter) (Flint, 1929. május 16. vagy 1930. május 16. – Brooklyn, 1998. szeptember 26.)  amerikai Grammy-díjas dzsesszénekesnő.
|  | „Valójában csak egyetlen dzsesszénekes létezik, Betty Carter.” |
|  | – Carmen McRae                                                 |

## Pályakép
Zongorázni Detroitban kezdett, bár szülei azt nem támogatták. 16 éves korában az aztán inkább énekelést választotta. A Detroitban fellépő Dizzy Gillespie Big Banddel, majd Charlie Parkerrel is fellépett. Ezután Lionel Hampton szerződtette zenekarába. Példaképe Sarah Vaughan volt. Igen gyakran akart scattelni, ami konfliktusokhoz vezetett. Hampton hét ízben rúgta ki a zenekarból, majd mindig visszavette, mert egyedűlálló tehetsége egyszerűen nélkülözhetetlen volt.
Végül csak megvált a big bandtől.
Sokan figyeltek rá, így King Pleasure és Miles Davis is. Ray Charlesszal 1960-ban számos duettet énekelt. Ray Charles dzsesszes, soul-, gospel- és blues karakterű stílusa igen közel állt hozzá.
Az 1960-as évelben sem adta meg magát a pophullámának, inkább a gyerekeit nevelte. Házassága tönkrement, nagyjából elfeledték. Ekkor önálló lemezcéget alapított és triókísérettel lépett fel – váratlan nagy sikerrel.
A zenei világ lassan fogadta az emberi hang hangszerként való használatát. Ennek egyenes következménye Bobby McFerrin és Kurt Elling megjelenése a dzsesszben.

## Lemezek
- 1955: Meet Betty Carter and Ray Bryant
- 1956: Social Call
- 1958: Out There with Betty Carter
- 1960: The Modern Sound of Betty Carter
- 1961: Ray Charles and Betty Carter
- 1963: 'Round Midnight
- 1964: Inside Betty Carter
- 1970: At the Village Vanguard
- 1975: Finally, Betty Carter
- 1975: Round Midnight
- 1976: Now It's My Turn
- 1976: What a Little Moonlight Can Do
- 1976: The Betty Carter Album
- 1979: The Audience with Betty Carter
- 1982: Whatever Happened to Love?
- 1987: The Carmen McRae – Betty Carter Duets
- 1988: Look What I Got!
- 1990: Droppin' Things
- 1992: It's Not About the Melody
- 1993: Feed the Fire
- 1996: I'm Yours, You're Mine

## Díjak
- Grammy-díj: 1990
  - Öt alkalommal jelöltje volt.
- National Endowment for the Arts (NEA) (1997)